# Хрусти (гміна Ліскув)
Хрусти (пол. Chrusty) — село в Польщі, у гміні Ліскув Каліського повіту Великопольського воєводства.
Населення — 146 осіб (2011).
У 1975-1998 роках село належало до Каліського воєводства.

## Демографія
Демографічна структура станом на 31 березня 2011 року:
|          | Загалом | Допрацездатний вік | Працездатний вік | Постпрацездатний вік |
| -------- | ------- | ------------------ | ---------------- | -------------------- |
| Чоловіки | 68      | 16                 | 47               | 5                    |
| Жінки    | 78      | 14                 | 41               | 23                   |
| Разом    | 146     | 30                 | 88               | 28                   |